# Astylosternus batesi
Astylosternus batesi – gatunek płaza bezogonowego z rodziny artroleptowatych (Arthroleptidae), zamieszkujący rzeki i strumienie zachodniej części Afryki Środkowej.

## Występowanie
Płaz ten zamieszkuje zachodnią część Afryki Środkowej, posiadając pokaźny zasięg występowania. Na północy nie przekracza on kameruńskiej rzeki Sanaga, od zachodu sięga wybrzeża Atlantyku, zajmując całe terytoria Gwinei Równikowej i Gabonu, dalej część południowo-zachodniego Konga aż do Mayombe Hills położonych w skrajnie zachodniej Demokratycznej Republice Konga. Od wschodu granica tego zasięgu przebiega mniej więcej przez środek państwa Kongo, zahaczając na północnym wschodzie o Republikę Środkowoafrykańską (w tym kraju płaza tego można spotkać jedynie przy granicy z Kamerunem).
Siedlisko tego przedstawiciela artroleptowatych to strumienie i niewielkie rzeki oraz ich okolice w nizinnych lasach tropikalnych, także galeriowych. Występuje od poziomu morza do wysokości 1000 m n.p.m.

## Rozmnażanie
Rozród odbywa się w środowisku wodnym, a ściślej w wodach płynących. Larwy zwane kijankami pływają w strumieniach o wartkim nurcie, w razie zagrożenia kryjąc się w szczelinach pod kamieniami.

## Status
W Czerwonej księdze gatunków zagrożonych IUCN płaz ten od 2004 roku klasyfikowany jest jako gatunek najmniejszej troski (LC, ang. Least Concern).
Jest to gatunek bardzo pospolity, jednakże liczba jego osobników maleje.
Główne zagrożenia dla niego to utrata siedlisk spowodowana rozwojem rolnictwa i wyrębem drzew.